# مجمع نيقية الأول
مجمع نيقية الأول أو المجمع المسكوني الأول هو أحد المجامع المسكونية السبعة وفقاً للكنيستين الرومانيّة والبيزنطيّة وأحد المجامع المسكونية الأربعة، سُمي مجمع نيقية بهذا الاسم نسبة إلى مدينة نيقية التي عُقد فيها وهي العاصمة الثانية لولاية بيثينية وتقع في الشمال الغربي لآسيا الصغرى. حضر افتتاح المجمع الإمبراطور قسطنطين الأول وبدأ مجمع نيقية جلساته في 20 مايو 325 ولا يعرف بالضبط عدد من حضره من الأساقفة ولكن يُعتقد أن العدد تراوح بين 250 إلى 318 أسقفًا معظمهم من الشرق (يعود عدد الاساقفة ال318 إلى ما بعد السنة 360).
عُقد المجمع بناء على تعليمات من الإمبراطور قسطنطين الأول لدراسة الخلافات في كنيسة الإسكندرية بين آريوس واتباعه من جهه وبين الكسندروس الأول وأتباعه من جهة أخرى حول طبيعة يسوع هل هي نفس طبيعة الرب أم طبيعة البشر.
أنكر آريوس أزلية يسوع فاعتقد بأنه كان هناك وقت لم يكن يسوع موجودا فيه، واعتبره رفيعاً بين مخلوقات الله ومِنْ صُنْعِهِ، كما اعتبر أن الروح القدس من صُنْعِ الله أيضا. بينما أكد الكسندروس الأول (بابا الإسكندرية) على أن طبيعة المسيح هي من نفس طبيعة الله وتغلب رأي الكسندروس الأول (بابا الإسكندرية) بالاقتراع ورفض آريوس وإثنان من القساوسة بإصرار التوقيع وحرقت كتب آريوس وسمي مذهبه ببدعة اريوس ووصم أتباعه إلى اليوم بلقب أعداء المسيحية.
أتفق في المجمع أيضًا على الاحتفال بعيد القيامة وعلى موعده على أن يعلن عنه بطريرك الإسكندرية سنوياً.
نتج عن مجمع نيقية أول أشكال قانون الإيمان المسيحي وبدأت علاقة الكنيسة بالسلطة بالتشكل بعد أن كانت كياناً دينياً خالصاً. وبعد ثلاثة قرون من تطور الفكر المسيحي واختلاطه بالأفكار والأديان المحيطة بحرية في كل الاتجاهات أصبحت الكنيسة الموحدة هي المرجع والسلطة في تحديد من يدخل في نطاق الإيمان من عدمه.
ثم قام قيصر آخر فكان المسيحيون في زمنه يصلون في المطامير والبيوت فزعاً من الروم ولم بترك الإسكندرية يظهر خوفا ان يقتل فقام بارون بتركا فلم يزل يداري الروم حتى بنى بالإسكندرية كنيسة ثم قام قياصرة اخر منهم اثنان تملكا على الروم إحدى وعشرين سنة فأثاروا على المسيحيين بلاء عظيما وعذابا اليما وشدة تجل عن الوصف من القتل والعذاب واستباحة الحريم والأموال وقتل الوف مؤلفة من المسيحيين وعذبوا مارجرجس اصناف العذاب ثم قتلوه وفي زمنهما ضربت عنق بطرس بطرك الإسكندرية وكان له تلميذان وكان في زمنه اريوس يقول ان الاب وحده الله والابن مخلوق مصنوع وقد كان الاب إذ لم يكن الابن فقال بطرس لتلميذيه ان المسيح لعن اريوس فاحذرا ان تقبلا قوله فأني رأيت المسيح في النوم مشقوق الثوب فقلت يا سيدي من شق ثوبك فقال لي اريوس فاحذروا ان تقبلوه أو يدخل معكم الكنيسة وبعد قتل بطرس بخمس سنين صير أحد تلميذيه بتركا على الإسكندرية فاقام ستة أشهر ومات ولما جرى على اريوس ما جرى اظهر انه قد رجع عن مقالته فقبله هذا البطريرك وادخله الكنيسة.

## المجمع في رواية عزازيل
يقول القس نسطور في هذه المخطوطات المنشورة تحت اسم عزازيل أن ما جرى في مجمع نيقية المسكوني ما هو إلا باطل في باطل، فقبل أن يكمل الإمبراطور قسطنطين الأول بناء مدينته الجديدة القسطنطينية، تعجل عقد المجمع المسكوني في قرية قريبة منها تدعى نيقية ليفرض سيطرته على المسيحيين، وكانت القرية تدعى لسوء اختيار موضعها بـ «مدينة العميان». وكان الإمبراطور قد انتهى قبلها بعام من تثبيت سلطانه بالحرب ضد قدامى العسكريين وظفر بهم، فطمع بالظفر في الولاية الدينية على رعاياه، فدعا كل رؤساء الكنائس للمجمع المسكوني، متدخلاً في إدارة الجلسات وفي الحوار اللاهوتي، ثم أملى على رجال الدين جميع القرارات. ويعتقد نسطور أن قسطنطين لم يقرأ كتاباً واحداً في اللاهوت المسيحي، ولم يكن يعرف اللغة اليونانية التي دارت سجالات المجمع وجدالاتها بها، ولم يلقِ يوماً بالاً للصراع اللاهوتي بين القس آريوس وأسقف الإسكندرية حول طبيعة يسوع المسيح، ويظهر ذلك في رسالة الإمبراطور إليهما إذ نعت الخلاف بأنه تافه وسوقي وأحمق ووضيع. وطالبهما أن يحتفظا بآرائهما في باطنهما وأن لا يشغلا بها الناس.

## وصلات خارجية
1. ↑  Britannica 2014
2. 1 2  SEC، صفحات 112–114
3. ↑  SEC، صفحة 39
4. ↑  SEC، صفحات 44–94
5. ↑  يوسف زيدان، عزازيل، الورقة الثانية، ص 65-66.

- المجمع الأول مجمع نقية: كتاب هداية الحياري في أجوبة اليهود والنصاري، لمؤلفه ابن قيم الجوزية